# 439 av. J.-C.
Cette page concerne l'année 439 av. J.-C. du calendrier julien proleptique.

## Événements
- 23 janvier (13 décembre 440 du calendrier romain) : début à Rome du consulat de Proculus Geganius Macerinus et L. (T.) Menenius Agrippae Lanatus II[1].
  - Famine à Rome : la plèbe élit préfet de l'annone Lucius Menenius (ou Minucius) avec l’accord du sénat romain pour acheter et redistribuer du blé[1].
  - Le riche plébéien Spurius Maelius, accusé de vouloir rétablir la royauté en distribuant du blé à bas prix, est assassiné par Caius Servilius Ahala[1].

- Printemps : prise de Samos par Périclès après neuf mois de siège[2]. La ville se voit imposer des conditions très dures. Elle doit abattre ses fortifications, fournir des otages, livrer sa flotte et payer une indemnité de guerre. Athènes confisque une partie des terres, mais il ne semble pas qu'elle ait à nouveau imposée la démocratie.